# 栗原安秀
栗原 安秀（くりはら やすひで、1908年（明治41年）11月17日 - 1936年（昭和11年）7月12日）は、日本の陸軍軍人、国家社会主義者。陸軍士官学校第41期歩兵科出身。最終階級は歩兵中尉。
1936年2月26日に勃発した二・二六事件に参加した。磯部浅一に並ぶ急進派として知られる。

## 経歴
1908年11月17日、島根県松江市に生まれる（東京に在籍）。父は佐賀県出身の歩兵大佐栗原勇（12期）。父の転勤に従い、北海道旭川で暮らしている。二・二六事件において処分された予備役少将斎藤瀏（12期）とその娘で歌人の斎藤史とは家族ぐるみの付き合いをしていた。坂井直（事件時は歩兵第3聯隊第1中隊附中尉として斎藤實内大臣邸を襲撃、43期）もこの頃の幼馴染である。大きくなっても、斎藤史からは「クリコ」と呼ばれていた。
東京に戻り、名教中学校（現・東海大学付属浦安高等学校中等部）4年修了のうえ、1925年（大正14年）4月、陸軍士官学校予科に入校。予科では、今後の軍人生活を左右する兵科並びに所属部隊が決定される。同期の三輪光廣とともに赤坂に衛戍する歩兵第1聯隊附となっている。同期には事件に参加した対馬勝雄（歩兵第31聯隊附）、中橋基明（近衛歩兵第3聯隊附）がいる。栗原は中学生当時から『国家改造』について雄弁に語っていたが、この頃は仲間を見つけて議論、または自身で歴史研究するだけで実行する気はまだなかったらしい。同年8月から約4ヶ月に栗原が陸士予科で所属した第3中隊第4区隊の区隊長は歩兵中尉今井武夫（30期、終戦時は少将、支那派遣軍総参謀副長）が務めていた。
1929年（昭和4年）に陸軍士官学校本科を卒業。卒業序列は49番/239名（歩兵科では24番/130名）であり、上位クラスであった。見習士官を経て歩兵少尉に任官、歩兵第1聯隊の聯隊旗手となる。その後、1933年（昭和8年）8月の定期人事異動で、千葉県習志野にあった戦車第2聯隊附に異動している。
十月事件前に皇道派先輩方の薫陶を受け、自分以外にも革新思想をもった同期が多数いる事を知った栗原は1933年の救国埼玉青年挺身隊事件に関連。栗原は主犯格にも似た立場であったが、栗原自身への処分はなかった。しかし、盟友の中橋基明歩兵中尉は規律厳しい近衛師団（近衛歩兵第3聯隊）に属していたためか歩兵第18聯隊（豊橋）に異動のうえ満洲に飛ばされた。
1935年（昭和10年）3月、栗原が戦車第2聯隊から歩兵第1聯隊へ戻ってきて、同年12月には中橋も満洲から近衛歩兵第3聯隊に戻ってくる。
栗原が歩兵第1聯隊に戻ってくることになった経緯については、二・二六事件に参加し、栗原とともに首相官邸を襲撃した歩兵少尉池田俊彦（47期）の証言がある。「小藤（恵）聯隊長がかつて私（池田）に、栗原中尉を歩一に帰したいきさつに話してくれたことがある。小藤聯隊長は、歩一に来る前は陸軍省の補任課長をしていた。その時、札つきの栗原中尉を受け入れてくれる聯隊がどこにもないことを知った。自分がその出身の歩一の聯隊長でゆくことが内定していたので、それでは栗原中尉は自分が引き受けようと、同じ出身の歩一に帰したのである。」。
同年8月12日、歩兵中佐相沢三郎（22期、皇道派）が陸軍省内で執務中だった軍務局長永田鉄山少将（16期首席、統制派）を殺害した相沢事件が発生した。さらに12月頃になると第1師団満洲移駐の噂が流布し、栗原自身も救国埼玉青年挺身隊事件への関与を理由に処分されるのではとの噂があった。
常日頃から「ヤルヽヽ」と言っていた栗原は（あだ名は「ヤルヽヽ中尉」）、「老人」の相沢に先を越されたこともあり行動に移さざるを得なくなった。栗原は磯部に決起を持ちかけ磯部も同意した。栗原は、「部隊を掌握しており下士官兵も決起に参加させられる」と主張したため、当初は五・一五事件のように将校のみによる少人数で行う予定だった計画は、組織的に部隊を動かす大規模な計画へと移行した。実際には栗原の所属する歩兵第1聯隊からは全反乱部隊の三割が参加したに過ぎず、参加人数の大半は部下の信望が厚かった歩兵大尉安藤輝三（38期）の歩兵第3聯隊から第6中隊（安藤）、第7中隊（歩兵大尉野中四郎・36期）が主力として参加することになった。

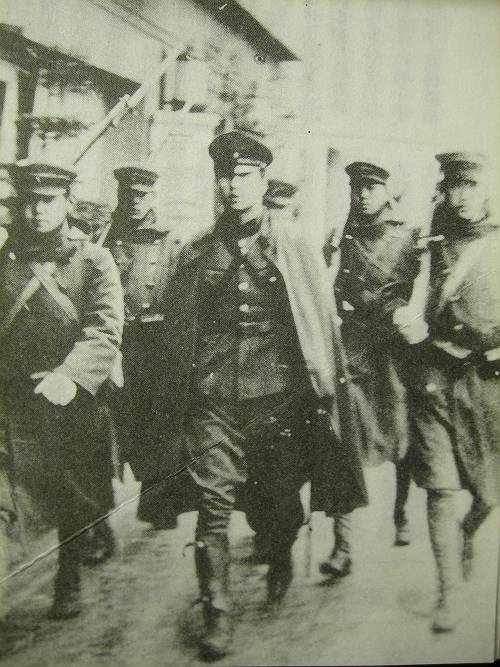
二・二六事件で兵士を率いる栗原中尉（中央のマント姿）

### 二・二六事件
1936年2月26日午前5時頃、岡田啓介総理がいる首相官邸の襲撃を指揮した。総理の義弟・松尾伝蔵（5期）を総理本人と誤認したため岡田の暗殺には失敗した。午前9時頃、栗原の指揮する部隊が朝日新聞社を襲撃し、活字ケースをひっくり返し、その後は日本電通、東京日日、報知、国民、時事新報の各新聞社、および通信社をまわって、決起趣意書の掲載を要求する。その夜は、中橋隊と共に、首相官邸に宿営する。
西田はつ（西田税（34期）の妻）や斎藤瀏予備役少将らと頻繁に電話で連絡を取る。その多くは戒厳司令部により録音されていた。
2月28日陸相官邸に集まり、陸軍省軍事調査部長山下奉文少将（18期）から宮中の雲ゆきがあやしい事を聞き悔しさや宸襟を悩ませたことに責任を感じ自刃を決意するも、29日奉勅命令が出されたが裁判での徹底抗戦を叫んだ。同日午後0時50分、反乱部隊将校が免官となる。午後1時前、安藤隊を除いて、栗原隊も帰順する。反乱将校として、陸相官邸に集められる。
事件から3日後の2月29日付で従七位返上を命じられ、勲六等及び昭和六年乃至九年事変従軍記章を褫奪された。4月28日、将校達に関する特設軍法会議の初公判が開かれる。陸軍刑務所では常に周りの将校を励まし、裁判の場においては部下の将校をかばっている。7月5日、特設軍法会議の判決（死刑）が下される。このとき栗原は一言、「多すぎたなあ」と呟いたという。その後悔しさ紛れに遺書を書いたが、みっともないのでこれは処分してくれと刑務官に頼んだものの結局残されて戦後公開された。この遺書は3通残されており、両親、妻に宛てたもの、そして裁判の不当を告発して「我らを虐殺せし」幕僚に報復を誓い、彼らが滅びぬなら「全国全土をことごとく荒地となさん」、という呪詛に満ちたものであった。死刑判決直後には看守を通じて同じ刑務所にいた斎藤瀏にメモを送った。そこには、「おわかれです。おじさん最後のお礼を申します。史さん、おばさんによろしく クリコ」と書かれていたという。処刑前は仲間達と死んでもなお昭和維新を断行する意思を語り合った。

## 人物
斎藤瀏には、「時々駄法螺をふき、又豪傑ぶる癖」があったと評価されていた。また、周囲からも「大言壮語が過ぎる」、「いつも『やるやる』といい、かえって同志たちの嘲笑を買っていた」と証言されている。
辞世は複数伝わる。1957年（昭和32年）に仏心会の河野司が編者となって刊行された『二・二六事件』には以下の2首が遺詠として紹介されている。
- 君がため捧げて軽きこの命　早く捨てけん甲斐のある中
- 道の為身を盡したる丈夫の　心の花は高く咲きける

これとは別に2005年（平成17年）になって新たに発見された遺書がある。陸軍刑務所で青年将校たちが処刑されるまで看守を務めた人物に宛てられており、第三者の手を経て仏心会に託された。
- 大君に　御國思ひて　斃れける　若き男乃子の心捧げん

また幼馴染の斎藤史はのちに、栗原について下記の歌を詠んでいる。
- わが道やここに在りきとかへりみむ三十に足らぬ一生（よ）をあはれ
- 天皇陛下萬歳と言ひしかるのちおのが額を正に狙はしむ
- ひきがねを引かるるまでの時の間は音ぞ絶えたるそのときの間や

煙草はチェリーを好んでいた。

## 登場する作品
映画
- 重臣と青年将校 陸海軍流血史（1958年） - 演：三村俊夫
- 二・二六事件 脱出（1962年） - 演：江原真二郎（役名は栗林中尉）
- 銃殺（1964年） - 演：江原真二郎（役名は栗林中尉）
- 宴（1967年） - 演：菅原文太
- 日本暗殺秘録（1969年） - 演：待田京介
- 226（1989年） - 演：佐野史郎
- スパイ・ゾルゲ（2003年） - 演：鶴岡大二郎

テレビドラマ
- 山河燃ゆ（1984年） - 演：中田譲治